# Keiko (orka)

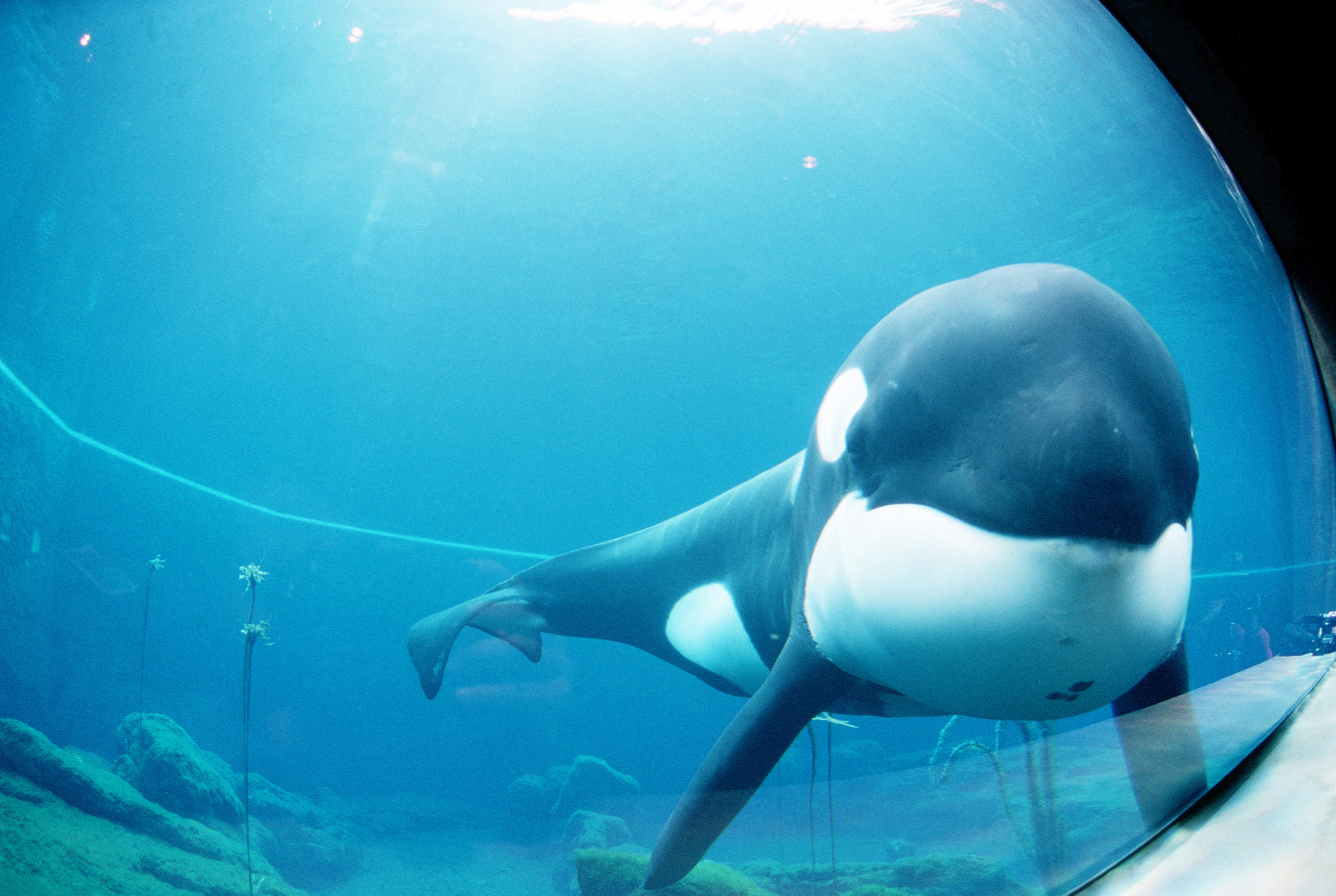
Keiko

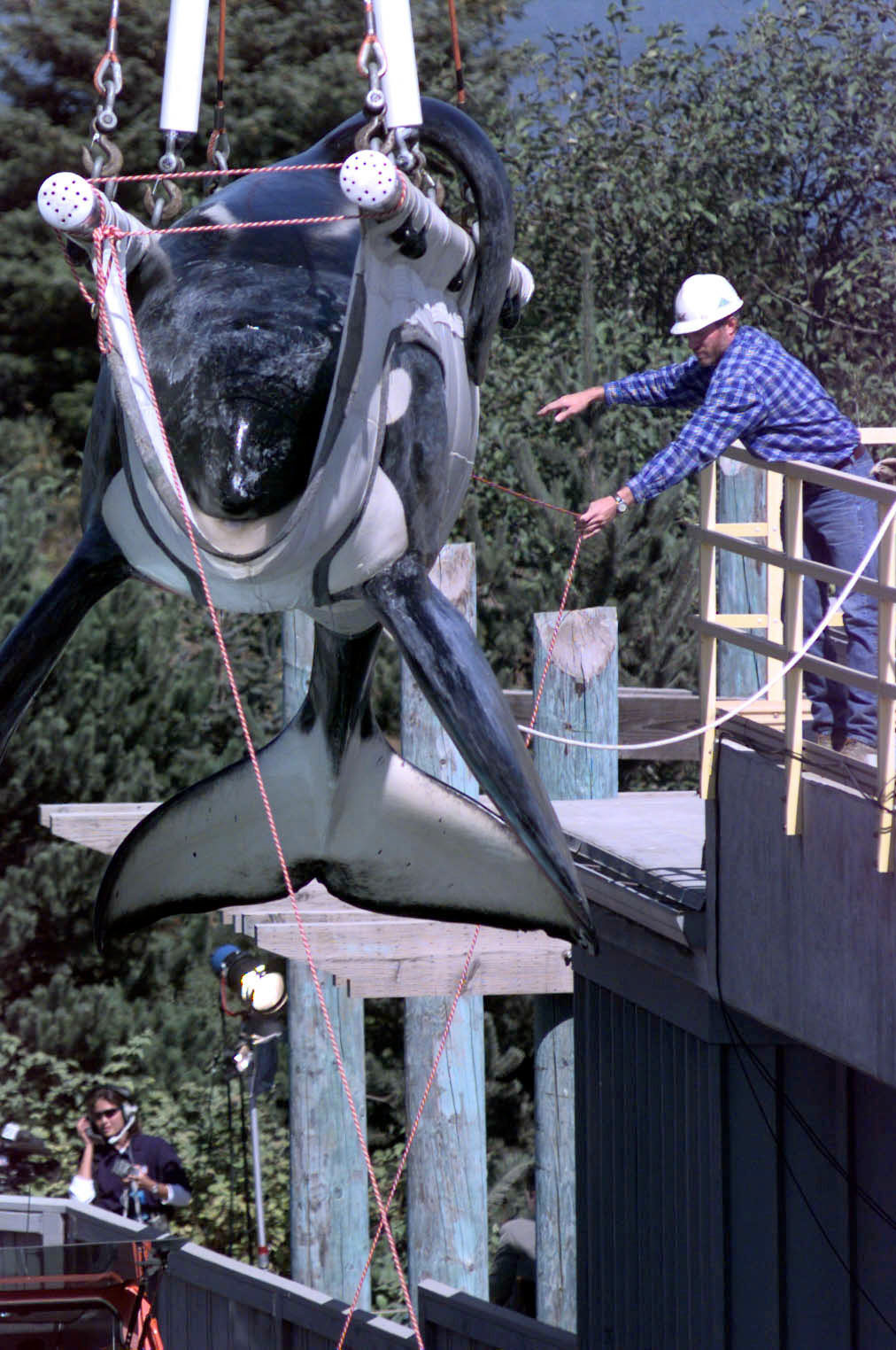
Keiko wordt voor zijn transport naar IJsland gewogen

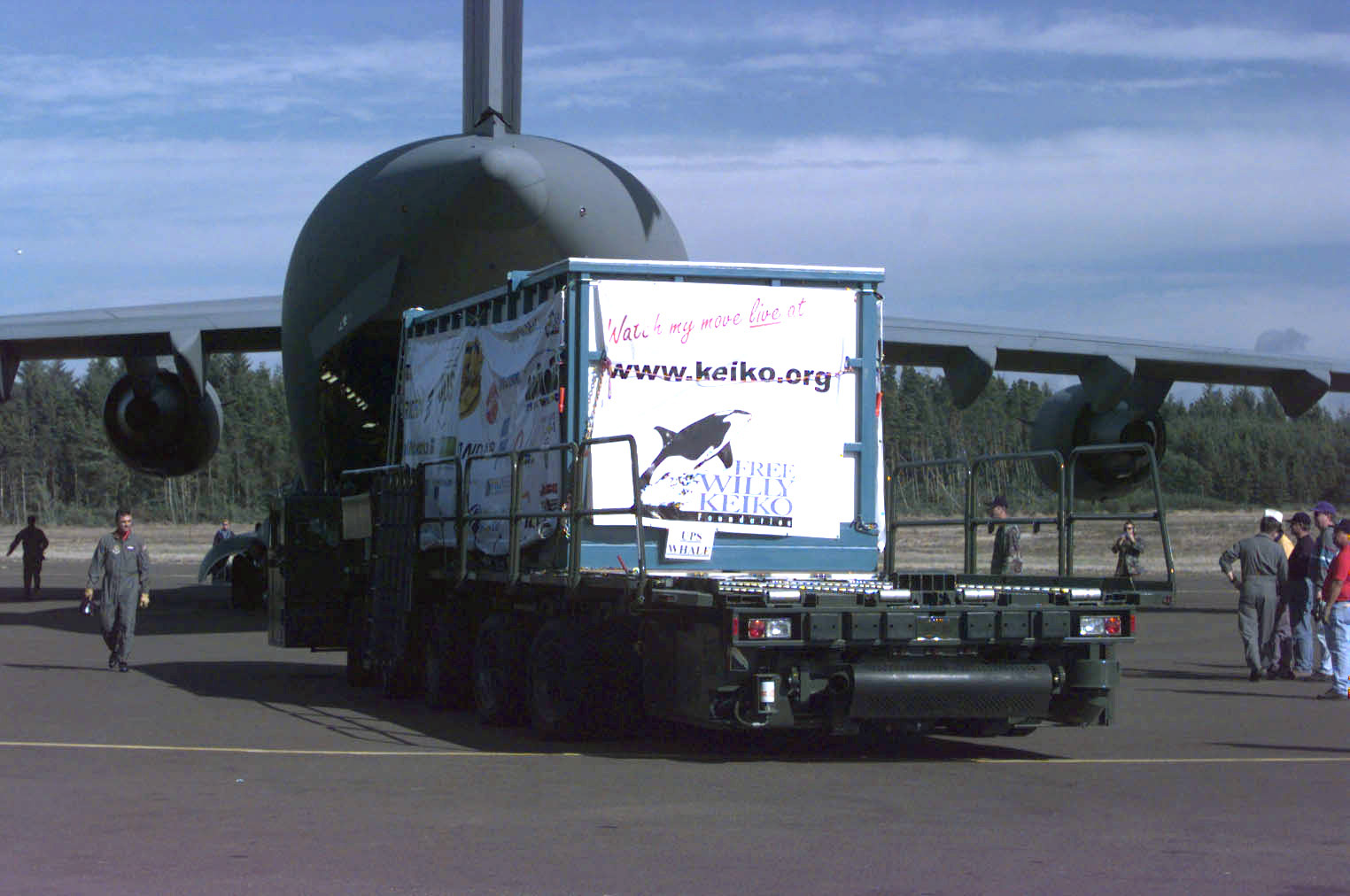
Keiko wordt voor transport naar IJsland in een Boeing C-17 Globemaster III van de US Air Force geladen

Keiko (vermoedelijk 1977 of 1978 – 12 december 2003) was een orka die wereldberoemd werd als Willy in de speelfilm Free Willy.
Als jonge orka werd Keiko in 1979 gevangengenomen door IJslandse jagers, waarna hij enkele jaren in het Sædyrasafnið-aquarium in IJsland werd gehouden. In 1982 werd Keiko verkocht aan het pretpark Marineland in Ontario (Canada). Keiko moest optreden voor publiek. Drie jaar later werd hij voor 350.000 dollar doorverkocht aan het Reino Adventura pretpark in Mexico-Stad, waar hij alleen in een bassin verbleef.
Filmmaatschappij Warner Bros zocht in 1992 een orka voor de speelfilm Free Willy. De film, over een gevangengenomen orka die uiteindelijk zijn vrijheid terugkrijgt, werd een groot succes. Het duurde dan ook niet lang of er ontstond verontwaardiging over de omstandigheden waaronder Keiko in Mexico gevangengehouden werd. Het Amerikaanse Life was het eerste tijdschrift dat hierover publiceerde.
In 1994 werd de Keiko-stichting opgericht, met als doel de vrijlating van Keiko. Het fonds kreeg grote bekendheid toen in 1995 de film Free Willy 2 werd uitgebracht. Door giften van Warner Bros (4 miljoen dollar) en een anonieme gever konden voldoende middelen worden ingezameld om Keiko te kopen. Keiko werd naar een groter aquarium in de Amerikaanse staat Oregon overgebracht, waar hij twee jaar zou verblijven. Er werd een verblijf voor hem gebouwd dat 7,3 miljoen dollar kostte. Hier werd hij voorbereid op het leven in het wild. Dit verliep moeizaam, en de datum van zijn vrijlating werd herhaaldelijk uitgesteld. Op 9 september 1998 werd Keiko ten slotte overgevlogen naar de Westman-eilanden bij IJsland, waar hij in de baai Klettsvík op het grootste eiland Heimaey een zwemruimte kreeg met een open verbinding naar de Atlantische Oceaan.
Omdat Keiko zo lang in gevangenschap had geleefd en nooit contact had gehad met soortgenoten, verliep de vrijheid van Keiko vrij moeizaam. Ondanks diverse pogingen om hem naar de wilde orka's te leiden, lukte het hem nooit om contact te leggen met zijn in het open water levende soortgenoten. Ook had Keiko grote moeite om zelfstandig voedsel te vinden, ondanks de nazorg van zijn oude trainers. De volgapparatuur toonde aan dat Keiko de meeste tijd vlak onder de waterspiegel verbleef, en als hij al dook was dat zelden dieper dan 26 meter, terwijl wilde orka's tijdens een duik de meeste tijd tussen 50 en 75 meter diepte verblijven.
Keiko zwom in de zomer van 2002 naar Noorwegen, waar hij zich vestigde in een fjord. Toen Keiko in Noorwegen aankwam had hij de neiging om naar alle mensen en boten te zwemmen die naar hem kwamen kijken. De lokale overheid verbood vervolgens dat nieuwsgierige kijkers hem nog zouden benaderen of aanraken. In de fjord werd Keiko in leven gehouden door bevroren haring die hem door zijn trainers werd toegeworpen.
Keiko overleed onverwachts op 12 december 2003, waarschijnlijk aan de gevolgen van een longontsteking, die hij volgens zijn trainers heeft opgelopen van zijn menselijke bewonderaars. Onderzoekers zijn van mening dat het een verkeerd idee was om te proberen een getrainde en aan mensen gewende orka te integreren met wilde soortgenoten. De weinige keren dat dat wél is gelukt, ging het om jonge dieren die maar heel korte tijd in gevangenschap hebben gezeten.